# SET (Band)
SET war eine deutsche Rockband aus Leipzig, die von 1972 bis Mitte der 1980er Jahre bestand. Ihr Repertoire bestand vorwiegend aus Eigenkompositionen. Der musikalische Stil der Band tendierte zwischen liedhafter Rockmusik (Huscha), Hard-Rock (Eisen) und Rockballaden (Ich will halten die Zeit)

## Geschichte
SET wurde Anfang 1972 als Amateurband gegründet. Den Durchbruch erzielte die Band im Rahmen der Veranstaltung Rhythmus ’75 mit dem Titel Huscha von Lutz Heinrich (Gitarre, Gesang). Der Text stammt von Gerhard Fabian. Mit Ich sah ein Mädchen gelang ein weiterer Erfolgstitel, sodass beide Titel im gleichen Jahr als Single bei Amiga erschienen. Weitere Singles und Veröffentlichungen auf Amiga-Samplern folgten. Die Möglichkeit zur Produktion einer eigenen LP erhielt die Band jedoch nicht. Im Jahre 1975 verließ Bernd Haucke die Band; er spielte später bei Prinzip, NO 55 und der Modern Soul Band. Für ihn kam Thomas Bürkholz, dessen Band Bürkholz-Formation 1973 zwangsaufgelöst worden war. Herbert Schmidt wurde durch den Keyboarder Thomas Hoffmann ersetzt.
Die Band war an zahlreichen Musikproduktionen von Bühnenwerken beteiligt. Zu den bekanntesten zählt die Aufführung des Musicals Fiktiver Report über ein amerikanisches Pop-Festival von Tibor Déry (1977) am Schauspielhaus Leipzig. Für diese Inszenierung arrangierte Bürkholz die Originalmusik der ungarischen Band Locomotiv GT neu.
1978 erhielt die Band die Einstufung als Berufsformation. 1979 verließ Lutz Heinrich die Band und Bernd Seifert wechselte zu Gong. Neuer Gitarrist wurde Lutz Künzel, der Bruder von Tobias Künzel; neuer Bassist wurde 1983 Frank Czerny, der von Prinzip kam.

## Nach dem Ende der Band
Heinrich und Haucke spielten bei Eisenheinrich, einer Bluesrock-Band aus Leipzig. Lutz Künzel gründete 1994 die Band äTäNNSCHEN und schrieb bis zu dessen Tod die Musik für den Leipziger Kabarettisten Jürgen Hart. Künzel gründete 2003 zusammen mit seiner Tochter Laura Künzel die Band The Flaming Rocks. Zusammen mit Schlagzeuger Bruno Rockstroh und Bassist Thomas Kinnigkeit veröffentlichten sie im Jahr 2007 das Album Your Gun.

## Diskografie

### Singles
- 1975: Huscha / Ich sah ein Mädchen (Amiga)
- 1977: Laß das, denn ich haß das / Wer ist das Mädchen (Amiga)
- 1978: Knock out / Seit ich dich kenn (Amiga)

### Sampler
- 1975: Eisen auf Hallo 1975 (Amiga)
- 1975: Huscha auf Rhythmus ’75 (Amiga)
- 1976: Unsere Band auf Hallo 1976 (Amiga)
- 1977: Wer ist das Mädchen auf Disco-Tip (Amiga)
- 1978: Windlied auf Disco-Treffer (Amiga)
- 1979: Seit ich dich kenn auf Rock+Pop 1’1979 (Amiga)
- 1980: Weißt du noch auf Rock+Pop 1’1980 (Amiga)
- 1995: Ich will halten die Zeit auf Beatkiste Vol.1 (Buschfunk)
- 1996: Ein Augenblick der Zärtlichkeit auf Beatkiste Vol.4 (Buschfunk)
- 1996: Kipper Keule auf Beatkiste Vol.6
- 1999: Knock out auf Rock-Raritäten (1971–1975) (Amiga)